# ASIMO

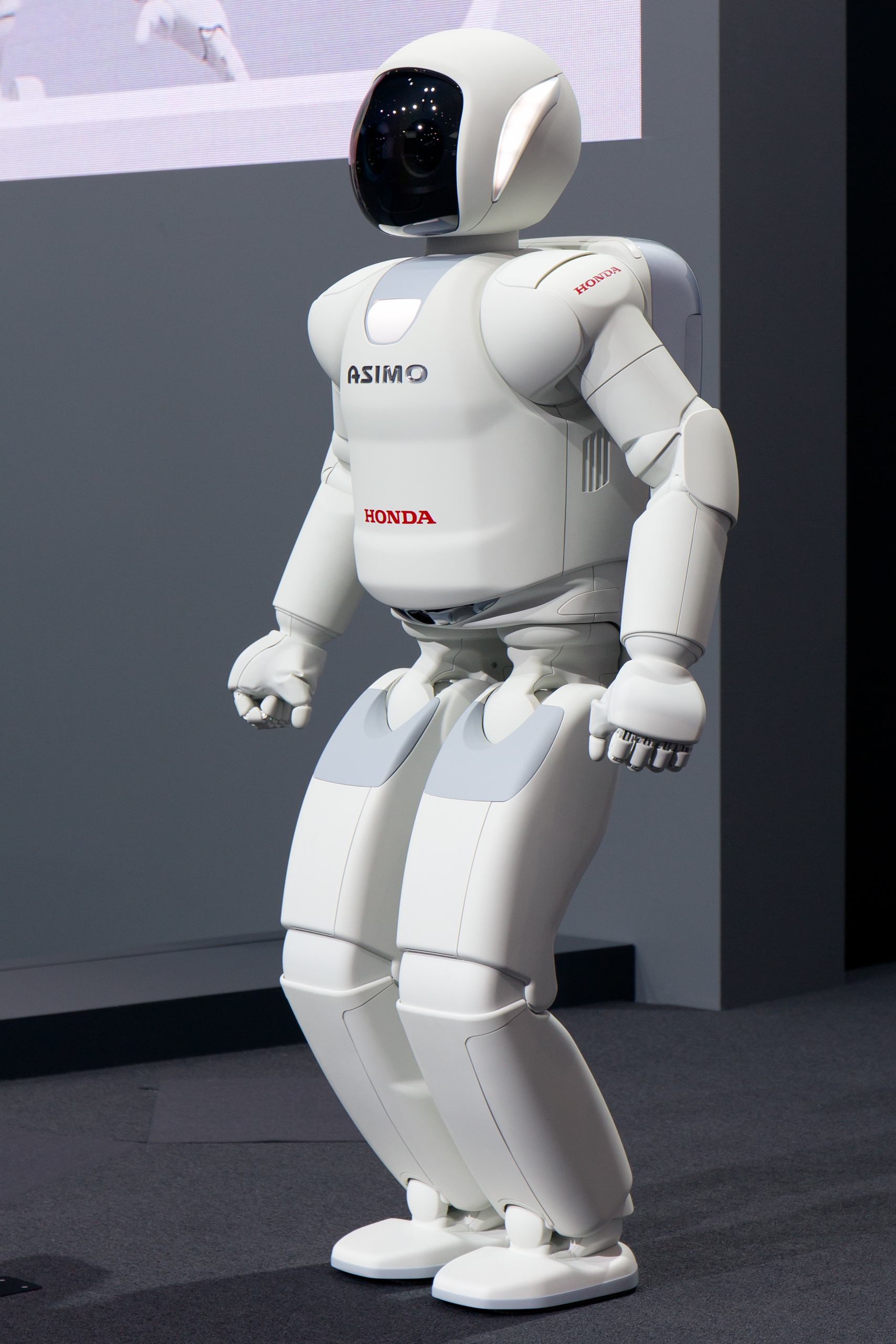
Tredje generationens robot på Tokyo Motor Show 2011.

ASIMO (アシモ) är en humanoid robot skapad 2000 av Honda Giken Kogyo Kabushiki Kaisha.  ASIMO räknas som den första humanoida roboten som kan gå på två ben på ett sätt som liknar mänsklig gång.  Roboten är 130 centimeter hög, väger 54 kilo och liknar till det yttre en astronaut.
Tre prototyper föregick den nuvarande ASIMO 2000-modellen: Prototyp P1 år 1993, P2 år 1996 och P3 år 1997.
Robotens namn betyder officiellt "Advanced Step in Innovative Mobility" (sv. Avancerade (fram)steg i innovativ rörlighet), och anses allmänt vara en backronym för att hedra science fiction-författaren Isaac Asimov, som bland annat skapat Robotikens lagar – något som Honda officiellt förnekar. På japanska uttalas namnet ashimo, vilket, inte helt slumpmässigt betyder "med ben".
I februari 2009 fanns mer än 100 ASIMO i bruk världen över. Var och en kostar knappt 1 miljon amerikanska dollar att tillverka, och vissa av dem finns att hyra för knappt 170 000 dollar per år.
I sitt senaste utförande har ASIMO följande egenskaper.
| Vikt                   | 48 kg                            |
| Höjd                   | 130 cm                           |
| Bredd                  | 45 cm                            |
| Djup                   | 34 cm                            |
| Hastighet, gående      | 2,7 km/h (1,6 km/h bärande 1 kg) |
| Hastighet, springande  | 9 km/h (rakt)                    |
| Batterier              | Lithium ion                      |
| Kontinuerlig arbetstid | 1 timme (springande/gående)      |